# Comuna de Galewice
Galewice (polaco: Gmina Galewice) é uma gminy (comuna) na Polónia, na voivodia de Lodz e no condado de Wieruszowski. A sede do condado é a cidade de Galewice.
De acordo com os censos de 2004, a comuna tem 6166 habitantes, com uma densidade 45,4 hab/km².

## Área
Estende-se por uma área de 135,79 km², incluindo:
- área agricola: 52%
- área florestal: 40%

## Demografia
Dados de 30 de Junho 2004:
|                      | Total   | Total | Mulheres | Mulheres | Homens  | Homens |
| -------------------- | ------- | ----- | -------- | -------- | ------- | ------ |
|                      | pessoas | %     | pessoas  | %        | pessoas | %      |
| População            | 6166    | 100   | 3118     | 50,6     | 3048    | 49,4   |
| Densidade (pop./km²) | 45,4    | 100   | 23       | 23       | 22,4    | 22,4   |

De acordo com dados de 2002, o rendimento médio per capita ascendia a 1255,57 zł.

## Subdivisões
- Biadaszki, Brzózki, Dąbie, Foluszczyki, Galewice, Galewice A, Gąszcze, Jeziorna, Kaski, Kaźmirów, Kużaj, Niwiska, Osiek, Osiek-Kolonia, Osowa, Ostrówek, Pędziwiatry, Przybyłów, Rybka Lututowska, Spóle, Węglewice, Żelazo

## Comunas vizinhas
- Czajków, Doruchów, Grabów nad Prosną, Klonowa, Lututów, Sokolniki, Wieruszów